# Ligue régionale Pays de la Loire de rugby
La Ligue régionale Pays de la Loire de rugby est un organe fédéral dépendant de la Fédération française de rugby créé en 2017 et chargé d'organiser les compétitions de rugby à XV et à sept au niveau de la région Pays de la Loire.

## Histoire
Conséquence de la réforme territoriale des régions, le ministère de la Jeunesse et des Sports impose à la FFR de calquer son organisation territoriale sur celle des nouvelles régions. C'est ainsi que naît la ligue régionale des Pays de la Loire issue de l'ancien comité territorial Pays de la Loire.
| - Carte des comités territoriaux jusqu'en 2017. - Carte des ligues régionales depuis 2018. |

Les ligues sont créées début octobre et reprennent les missions des comités territoriaux au 1er juillet 2018. Les statuts de la Ligue sont signés le 9 octobre 2017 à Marcoussis par Bernard Laporte et Daniel Coisy, désignés membres fondateurs de la ligue par la FFR.

## Structures de la ligue

### Identité visuelle

Premier logo de la ligue (2018)
Logo de la ligue de décembre 2018 à juin 2019
Logo de la ligue depuis le 28 juin 2019

### Liste des présidents
- 9 décembre 2017 - 2 novembre 2024 : Dominique Coquelet
- Depuis le 2 novembre 2024 : Hugues Meillereux

### Élections du comité directeur
En octobre 2016, la dernière élection du comité directeur du comité Pays de la Loire est remportée par la liste dissidente menée par le trésorier général Dominique Coquelet face au président sortant Yannick Danaire.
Le premier comité directeur de la ligue est élu le 9 décembre 2017. Dominique Coquelet, président sortant du comité Pays de la Loire, est le seul candidat à la présidence de la ligue. Après le premier vote électronique décentralisé de l'histoire du rugby français, sa liste obtient 100 % des voix et les 24 sièges à pourvoir. Dominique Coquelet devient ainsi le premier président de la ligue.
Le comité directeur est renouvelé le 7 novembre 2020, un mois après le renouvellement de celui de la FFR. Le 21 octobre 2020, le président de la ligue, Dominique Coquelet, élu au comité directeur de la FFR sur la liste de Bernard Laporte, intègre le bureau fédéral. Il est délégué au choc de simplification. Seul candidat pour la présidence de la ligue, il conserve son poste. Le 14 février 2023, il est nommé secrétaire général adjoint de la FFR, toujours délégué au choc de simplification, au cours d'une réorganisation du bureau fédéral après la démission de Bernard Laporte et la nomination d'Alexandre Martinez comme président par intérim. Il quitte le bureau fédéral en juin 2023 après l'élection de Florian Grill à la tête de la fédération.
En 2024, Dominique Coquelet ne peut pas se représenter après deux mandats successifs. Jacques-Henri Guillet, vice-président de la ligue, est candidat pour prendre la tête de l'institution face à Hugues Meillereux, président du RC Segré Haut Anjou, qui est notamment soutenu par Florian Grill, réélu président de la FFR en octobre. La liste de Hugues Meillereux l'emporte avec 52,35 % des suffrages exprimés.

### Dirigeants
Responsable administratif et financier
- Depuis 2024 : Fabien Le Mouellic

Directeur technique
- 2020-2022 : Francis Costa
- Depuis 2022 : Guillaume Commeat

Directeur de l'arbitrage
- Depuis 2021 : Sébastien Savina[10]

## Les clubs de la ligue au niveau national

### Meilleur club de la Ligue par saison
Le meilleur club de la ligue est le club qui arrive le plus loin en phases finales dans la compétition nationale de plus haut échelon. En cas d'égalité (même compétition et même résultat en phases finales), le meilleur club est celui qui a marqué le plus de points au cours de la saison régulière.
Clubs masculins
Clubs féminins
La couleur de l'axe indique la division dans laquelle évolue le club :
- 1re division.
- 2e division.
- 3e division.
- 4e division.
- Divisions inférieures.

### Clubs masculins évoluant dans les divisions nationales
| \| Légende · Top 14 · Pro D2 · Nationale · Nationale 2 · Fédérale 1 · Fédérale 2 Stade nantais rugby FC yonnais \| Clubs évoluant dans des divisions nationales en 2024-2025. |
| Légende · Top 14 · Pro D2 · Nationale · Nationale 2 · Fédérale 1 · Fédérale 2 Stade nantais rugby FC yonnais                                                                  |

### Clubs féminins évoluant dans les divisions nationales
| \| Légende · Elite 1 · Elite 2 · Fédérale 1 · Fédérale 2 SCO Rugby Angers Association nantaise rugby féminin Vendée rugby féminin Les Mouettes \| Clubs féminins évoluant dans des divisions nationales en 2024-2025. |
| Légende · Elite 1 · Elite 2 · Fédérale 1 · Fédérale 2 SCO Rugby Angers Association nantaise rugby féminin Vendée rugby féminin Les Mouettes                                                                           |

## Palmarès des compétitions régionales
| Saison    | Niveau      | Champion                 | Comité départemental | Score | Finaliste                                    | Comité départemental |
| --------- | ----------- | ------------------------ | -------------------- | ----- | -------------------------------------------- | -------------------- |
| 2022-2023 | Régionale 1 | Rugby Saint Herblain     | Loire-Atlantique     | 22-19 | Fontenay-Luçon Sud Vendée                    | Vendée               |
| 2022-2023 | Régionale 2 | Rugby olympique Chemillé | Maine-et-Loire       | 16-7  | SA castelbriantais                           | Loire-Atlantique     |
| 2022-2023 | Régionale 3 | XV de Grand-lieu         | Loire-Atlantique     | 48-19 | RC des Trois Rivières de Seiches-sur-le-Loir | Maine-et-Loire       |

| Club                     | Titres régionaux |
| ------------------------ | ---------------- |
| Rugby olympique Chemillé | 1                |
| XV de Grand-Lieu         | 1                |

| Comité départemental | Titres régionaux |
| -------------------- | ---------------- |
| Maine-et-Loire       | 1                |
| Loire-Atlantique     | 1                |